# 담보물권
담보물권(擔保物權)은 제한물권의 일종으로서 목적물의 교환가치를 지배하는 물권이다. 이의 기본적인 기능은 채무자를 심리적으로 압박하여 신속한 채무의 이행을 담보하는 데에 있다. 담보물권의 설정을 받아두면 그 권리를 행사하여 대금(貸金)의 변제 등이 용이하게 된다. 즉 담보물권에는 첫째로 담보물에서 다른 채권보다도 먼저 변제를 받는 효력(우선변제적 효력), 둘째로 담보물의 인도를 거절하여 담보제공자에게 심리적 압박을 가해 변제를 재촉하는 효과(유치적 효력) 등이 있다.
저당권자 등과 같은 담보물권자는 목적물의 교환가치를 지배할 뿐 사용가치를 지배하지는 못한다. 이는 다시 말해 담보물권자가 해당 권리의 목적물을 사용할 권리를 가지지는 못함을 의미한다. 단 담보물권자는 목적물의 교환가치를 지배할 권리를 가지므로, 목적물이 경매 등의 절차로 환가되었을 때의 가치에 대해 권리를 주장할 수 있다. 예를 들면 어느 부동산에 저당권이 설정되어 있다고 할 때, 담보물권자는 그 부동산을 사용할 권리를 주장하지 못한다. 그러나, 그 부동산이 경매 절차를 통해 환가되면 저당권자는 그 경매의 대가에 대해 우선적으로 권리를 주장할 수 있는 것이다.
한국의 민법은 담보물권으로서 유치권·질권·저당권의 세 종류를 규정하고 있다.

## 현대적인 담보물권의 기능
고전적인 담보물권은 채무자에 대한 심리적 압박에 주안점을 두어 담보물의 현실적인 점유 자체를 채권자에게 이전하는 방법을 취하였다. 유치권과 질권이 이러한 형태에 속한다. 그러나, 점차로 담보물권 제도가 발전하면서 채권자가 사용할 수도 없는 담보목적물(담보권자에게 목적물의 점유가 이전하더라도 담보권자는 사용수익권을 가지지 못한다.)의 현실적인 점유를 채권자에게 이전하기보다는, 채무자의 현실적인 점유아래 남겨 둠으로써 채무자가 사용 및 수익하도록 하여 그 이익을 통해 오히려 채권자가 확실하게 채무를 변제받을 수 있다는 생각이 등장하였고, 그러한 사상이 반영된 담보물권이 저당권이다. 
일종의 '볼모'에 유사했던 고전적인 담보물권과 달리, 채무자에게 목적물의 적극적인 사용 및 수익권을 인정하는 현대적인 담보물권제도는, 사업계획은 있으나 자본은 부족한 경영자의 경제활동에 도움이 된다. 예를 들어 공장을 경영하는 사업자의 경우, 공장 건물에 저당권을 설정하여 자금을 융통하면서도 여전히 공장 건물을 이용하여 사업을 진행할 수 있어 그 수익으로 용이하게 채무를 변제할 수 있는 것이다. 채무자가 수익 활동을 하고 있기 때문에 채권자로서도 용이하게 채무를 변제받을 수 있다. 한편, 그 저당권을 세분하여 유통시키면 소자본을 가진 자들도 용이하게 공장에 투자하는 듯한 결과를 가져올 수 있을 것이다.
따라서 오늘날에 담보물권 제도는 단지 개인간의 채무의 변제를 담보하는 정도의 역할에 그치는 것이 아니라, 사회 전체 있어서의 자본의 원활한 흐름을 가능하게 하여 경제 발전에 기여하는 중요한 역할을 하고 있다고 할 수 있는 것이다.

## 담보물권의 특성
담보물권은 다음과 같은 특성을 가지고 있다.
- 부종성: 담보물권은 피담보채권의 존재를 전제로 하여 존재할 수 있다는 것을 부종성이라 한다. 피담보채권이 소멸하면 담보물권도 함께 소멸한다.
- 수반성: 담보물권은 피담보채권에 수반하여 함께 이전한다. 부종성과 수반성을 통틀어 부수성이라고도 한다.
- 불가분성: 피담보채권의 일부가 소멸하더라도 피담보채권이 전부 소멸하지 않는 이상 담보물권은 여전히 목적물 전체에 효력을 미친다.
- 물상대위성: 목적물이 멸실·훼손·공용징수 등으로 목적물을 갈음하는 금전 기타의 물건에 대해 담보물권의 효력이 미친다. 이는 담보물권이 목적물의 실체를 목적으로 하는 권리가 아니라 목적물의 교환가치를 목적으로 하는 권리이기 때문에 인정되는 특성이다.

## 담보물권의 효력
담보물권은 다음과 같은 효력을 가진다.
- 유치적 효력: 채권을 담보하기 위해 채권자가 목적물을 점유하여 목적물을 직접 지배하여 채무자에게 채무를 변제하도록 심리적으로 강제하는 효력이다. 대한민국 민법에서는 유치권과 질권에 유치적 효력이 있다.
- 우선변제적 효력: 채무자가 채무를 변제하지 못하여 목적물에 대해 담보물권이 실행되면, 다른 채권자보다 담보물권자가 우선적으로 변제를 받는 효력을 의미한다. 대한민국에서는 전세권, 질권, 저당권, 동산·채권 담보권에 우선변제적 효력이 인정된다.

## 약정담보물권과 법정담보물권
약정담보물권(約定擔保物權)은 당사자간의 약정(설정계약)에 의해 성립되는 담보물권이고,  법률상 당연히 생기지는 않는다. 질권·저당권이 약정담보물권에 속한다. 질권은 채권자가 채권의 담보로 질권 설정자(채무자나 제3자)로부터 받은 물건(物件)을 변제가 있을 때까지 유치할 수 있고 변제가 없을 때는 목적물의 경매대금에서 다른 채권자보다 우선적으로 변제를 받을 수 있는 권리로서, 서민의 차금(借金)에 이용된다(→ 질권). 저당권은 채권자가 담보로 잡은 물건(부동산)을 인도받지 않고 저당권 설정자에게 사용하도록 하고(유치적인 효력이 없는 것이 저당권의 특색), 변제가 없으면 다른 채권자에 우선하여 그 물건에서 변제를 받을 수 있는 권리이다. 물건의 사용가치는 충분히 발휘된다(→ 저당권). 법정담보물권은 일정의 법정요건을 충족시키면 자연히 발생하는 담보물권이다. 따라서, 법정담보물권은 당사자의 설정계약을 필요로 하지 않는다. 채권자 평등의 원칙을 제한하는 역할이 있다. 유치권은 타인의 물건에 관하여 생긴 채권을 담보하여 채권의 변제를 받을 때까지 그 물건의 반환을 거절하는 권리이다. 예컨대 텔레비전의 수리점에는 수리 대금의 지급을 받을 때까지 유치권이 있다. 그 유치적인 효력에 특색이 있다(→ 유치적 효력). 법정담보물권에는 유치권 외에도 법정절차 및 법정저당권이 있으며 상법상의 상사유치권·해난구조자의 우선 특권 및 선박우선특권과 특별법상의 우선변제권 등을 들 수 있다. 법정담보물권은 공평의 원칙이나 사회정책적인 고려에서 인정된 제도이다. 한국 민법의 물권편에서 규정하는 법정담보물권은 유치권뿐이며, 질권과 저당권은 약정담보물권이다.

## 물상보증
물상보증(物上保證)은 타인의 채무 때문에 자기의 '물건'을 담보(질 또는 저당)로 제공하는 것을 말한다. 담보의 제공자는 보통은 채무자이지만 제3자라도 좋다. 이 사람을 물상보증인(物上保證人)이라고 한다. 채권자는 채무자로부터 변제받을 수 없을 때는 제공된 물건을 경매할 수 있다. 물상보증인은 채무를 지지 않는 점에서 보통의 '보증'의 경우와 다르다. 그러나 채무자가 변제하지 않는 경우, 제공한 물건의 경매를 모면하기 위해서는 채무자를 대신하여 변제할 수 있다(제3자의 변제). 물상보증인은 이 변제를 하거나 담보물을 경매당했을 때 보통의 보증인의 경우와 같이 채무자에게 변상을 요구할 수 있다(구상권, 求償權).

## 유치권
유치권(留置權)은 타인의 물건 또는 유가증권의 점유자가 그 물건이나 유가증권에 관한 채권(예, 수선대금채권)의 전부를 변제를 받을 때까지 그 물건이나 유가증권을 유치하여 채무자의 변제를 심리적으로 강제하는 민법의 법정 담보물권(擔保物權)이다(민법 제320조). B의 라디오의 수선을 의뢰받은 A는 B가 수선대금을 지급할 때까지 라디오를 B에게 돌려주지 않고 그대로 유치할 수가 있다. 법률이 이와 같은 제도를 정한 것은 타인의 물건이나 유가증권을 점유하는 자가 그 물건 또는 유가증권에 관하여 채권을 가질 경우에는 그 채권의 변제를 받을 때까지 그 물건이나 유가증권의 반환을 거절할 수 있도록 하여 채권의 효력을 강화시키는 것이 공평하다고 생각한 때문이다. '타인의 물건이나 유가증권의 점유자'에서 타인이란 채무자가 보통이지만 제3자도 포함된다고 해석되고 있다. '점유자'는 불법 점유자이어서는 안 된다. 도적이 도품에 대하여 수선을 가하더라도 그 수선대금을 특별히 보호해 줄 필요는 없기 때문이다. '그 물건 또는 유가증권에 관해서 생긴 채권'이란 외국에 나가 있는 친구의 집의 관리를 의뢰받은 사람이 입체(立替)해서 납부한 가옥의 재산세와 같이 그 물건 자체에서 발생한 채권과 라디오를 수선하여 주문자에게 돌려줄 때의 수선대금과 같이 그 물건 혹은 유가증권의 반환 채무와 동일한 법률관계나 생활관계에서 발생한 채권 등을 말한다. 법정담보물권인 특성상 등기를 할 수 없으며 점유를 상실하면 저절로 유치권도 상실하게 된다.

## 질권
질권은 채권자가 그의 채권의 담보로서 채무의 변제가 있을 때까지 채무자 또는 제3자(물상보증인)로부터 받은 물건(또는 재산권)을 점유하고, 유치함으로써 한편으로는 채무의 변제를 간접적으로 강제하는 동시에, 채무의 변제가 없는 경우에는 그 목적물로부터 다른 채권자에 우선하여 변제를 받는 권리를 말한다(대한민국 민법 제329, 345조). 이는 원칙적으로 부동산 이외의 재산권에 성립되는 약정담보물권이다. 유치권처럼 법으로 정해진 담보물권이 아니라 당사자의 계약에 의해서 성립되므로 약정담보물권이라고 불린다. 질권은 약정담보물권이라는 점에서 저당권과 같고 유치권과는 다르며, 담보물권으로서 유치적 효력과 우선변제적 효력을 모두 갖는다. 또한 질권은 담보물권으로서 부종성·수반성·불가분성·물상대위성이 있다. 여기에서 말하는 제3자라 함은 타인의 채무 때문에 자기의 물건 또는 재산권을 채권자에게 입질(入質)하는 물상(物上) 보증인이다. 질권자는 목적물을 받아서 채권의 변제가 있을 때까지 유치할 수 있으며, 그에 따라서 채무자나 물상보증인에게 심리적 압박을 가하여 간접적으로 그 변제를 강제한다. 이 유치적 작용은 유치권과 공통된다. 질권의 또 하나의 중요한 성질은 목적물에 대하여 다른 채권자에 우선하여 자기 채권의 변제를 받을 수 있으며 이러한 점에서 유치권보다는 강력하다. 우선변제를 받는 방법은 여러 가지 있으나 목적물을 경매하고 그것에 의하여 얻은 환가금(換價金)에서 다른 채권자에 우선하여 변제를 받는 방법이 원칙이다. 질권은 채권을 담보로 하는 것이므로 채권이 변제·기타의 이유로 소멸되면 질권도 소멸된다(부종성, 附從性). 또한 채권이 A로부터 B에게 양도되면 질권도 이에 따라서 이전되는 것이 보통이다(수반성, 隨伴性). 질권의 종류는 동산질(動産質). 권리질의 2종인데 특수한 형태로서 근질(根質) 및 전질(轉質)이 있다. 권리질권에만 등기를 할 수 있다.

## 저당권
저당권은 담보물권의 일종으로서 채권자가 채무자 또는 제3자(물상보증인)의 채무담보로서 제공한 부동산 또는 부동산물권(지상권·전세권)을 인도받지 않고 다만 관념상으로만 지배하여 채무의 변제가 없는 때에 그 목적물로부터 우선변제를 받는 권리를 말한다(대한민국 민법 제356조). 저당권은 약정담보물권으로서 금융을 얻는 수단이 되고, 투자의 매개수단이 되고 있다. 이러한 점에서 저당권은 담보물권의 꽃이라 할 수 있다. 저당권은 목적물의 점유를 이전하지 않고, 그 설정자가 여전히 물질적인 이용을 할 수 있다는 점에서 질권과는 근본적으로 다르다. 즉, 저당권은 목적물의 그 가치(교환가치)만을 객체로 하는 권리이므로 저당권은 질권과는 달리 목적물의 점유가 채권자에게로 이전되지 않고 목적물의 소유자(채무자)가 그 목적물을 자기 점유하에 그대로 직접 사용·수익하면서, 그것을 담보로 하여 융자를 받을 수 있는 길을 열어 준다는 특색이 있다. 말하자면 저당권은 저당물의 사용가치가 아니라 교환가치를 목적으로 하기 때문에 저당권은 영업자금을 획득하기 위한 수단으로서 점점 그 본령(本領)을 발휘하여 금융자본의 활약에 불가결한 제도이다. 또 저당권은 질권 설정이 불가능한 경우에도 담보제도로서 이용될 수 있다. 이러한 점에서 저당권은 질권보다 우월한 지위를 갖게 된다. 저당권은 원칙적으로 동산에 대해서는 설정할 수 없고, 또 설정되는 경우에도 그 실행절차가 비교적 번잡하기 때문에 금융기관에 의한 대출 이외에는 잘 이용되지 않고 있는 실정이다. 사금융에서는 오히려 변칙담보제도(예컨대, 가등기담보·양도담보·재매매의 예약·환매 등)가 많이 이용되고 있다.

## 양도담보
양도담보는 채권담보의 목적으로 물건의 소유권(또는 기타의 재산권)을 채권자에게 이전하고, 채무자가 이행하지 아니한 경우에는 채권자가 그 목적물로부터 우선변제를 받게 되지만, 채무자가 이행을 하는 경우에는 목적물을 다시 원소유자에게 반환함으로써 채권을 담보하는 비전형담보이다. 질권이나 저당권과는 달라서 대한민국 민법에 규정이 없다. 말하자면 사회의 실제 거래 가운데서 생기며 판례가 인정하고 있는 제도이다. 예를 들어, 금전대차에 있어서 양도 담보는 담보 목적물의 소유권을, 금전을 융자하는 자(채권자)에게 이전하고 일정 기간 후에 융자금을 반환하면 목적물의 소유권이 처음과 같이 융자를 받는 자(채무자)에게 돌아간다는 약속을 하는 것이다.

## 매도담보
양도담보와 명확하게 구별해서 쓰이고 있지 아니하나 정확히 말하면 매도담보(賣渡擔保)는 매매형식을 취하여 융자를 받는 자(매도인)가 융자하는 자(매수인)에게 목적물을 매도하여 대금을 받고, 대신 융자를 받은 자가 일정기간 후에 대금을 반환하면 목적물을 되받는 제도이다. 매도담보에는 융자한 자가 융자를 받은 자에게 대금의 반환을 청구할 수 없다는 점에서 양도담보와 다르다. 또한 담보의 목적물이 불가항력으로 멸실(滅失)되면 그 손해는 융자를 한 자가 부담한다. 대한민국 민법은 매도담보에 관하여 규정하지 않았지만 매도담보의 제도는 환매특약부매매(還買特約附賣買)라고 볼 수 있으므로 부동산에 관한 경우에는 민법에 규정이 있다(590조-595조).